# Sudár Dezső
Sudár Dezső (Dunaföldvár, 1910. június 6. – Sióagárd, 1987. április 16.) római katolikus pap, esperes plébános, egyházjogász, újságszerkesztő, néprajzi gyűjtő.

## Élete
Dunaföldváron született 1910. június 6-án. 1933-ban szentelték római katolikus pappá, melyet követően Gyulajon, Szigetváron, 1937-től Hosszúhetényen, 1938-tól pedig Dunaföldváron lett káplán. 1940-ben hitoktató volt Budapesten, majd egy évig újra káplánként működött Szászváron. 1942-ben Dombóváron volt hitoktató. Ugyanebben az évben egyházjogi doktorátust szerzett a budapesti Királyi Magyar Pázmány Péter Tudományegyetemen. Sióagárdra, ahol élete hátralévő részét töltötte, 1952-ben került és 1979-ig állt a helyi plébánia élén, majd betegállományba vonult. Itt hunyt el 1987. április 16-án.

## Munkássága
Még szigetvári káplánként elindított egy helyi katolikus ifjúsági lapot Tábortűz néven, amely 1935 márciusa és 1938 áprilisa között havonta megjelent. A 34 számot megért lap összesen 456 oldalt tett ki. 1937-ben a szigetvári katolikus kántorral, Abay Nemes Istvánnal kiadta a Legújabb vezércsillag című imakönyvet, helyi vallásos népi énekek és imák terjedelmes gyűjteményét. Ugyancsak Abay Nemes Istvánnal összeállított egy másik imádságos és énekeskönyvet az ifjúság számára is Kis vezércsillag néven. Szászvári működése során kiadója és szerkesztője volt a Munkás Élet című kiadványnak, amely a helyi katolikus legényegylet önképzőköri évszaki értesítője lett volna, de csupán egy szám jelent meg belőle. Önálló írása, az Angyalok útján Dombóváron lett kiadva 1943-ban.

## Művei

### Önálló műve
- Angyalok útján. Magánkiadás, Dombóvár, 1943.

### Általa szerkesztett kiadványok
- Tábortűz. A szigetvári kiscserkészek lapja. Magyar Cserkészszövetség. Szigetvári Gárdonyi-Patacsi Kiscserkésztörzs, Szigetvár, 1935-1938. 34 szám.
- Kis vezércsillag. Ima- és énekkönyv az ifjúság részére. Magánkiadás, Pécs, 1937. (Abay Nemes Istvánnal)
- Legújabb vezércsillag. Ima- és énekkönyv a róm. kat. hívek használatára. Magánkiadás, Pécs, 1937. (Abay Nemes Istvánnal)
- Munkás Élet. Szászvár, 1942. 1 szám.